# روبرت فيرغسون (سياسي كندي)
روبرت فيرغسون هو سياسي كندي، ولد في 16 أغسطس 1834 في المملكة المتحدة، وتوفي في 7 سبتمبر 1901 في كندا. حزبياً، نشط في الحزب الليبرالي في أونتاريو ‏. وقد انتخب عضو برلمان مقاطعة أونتاريو.